# Nakamikado
Nakamikado , född 1702, död 1737, var regerande kejsare av Japan mellan 1710 och 1735.